# 小十人

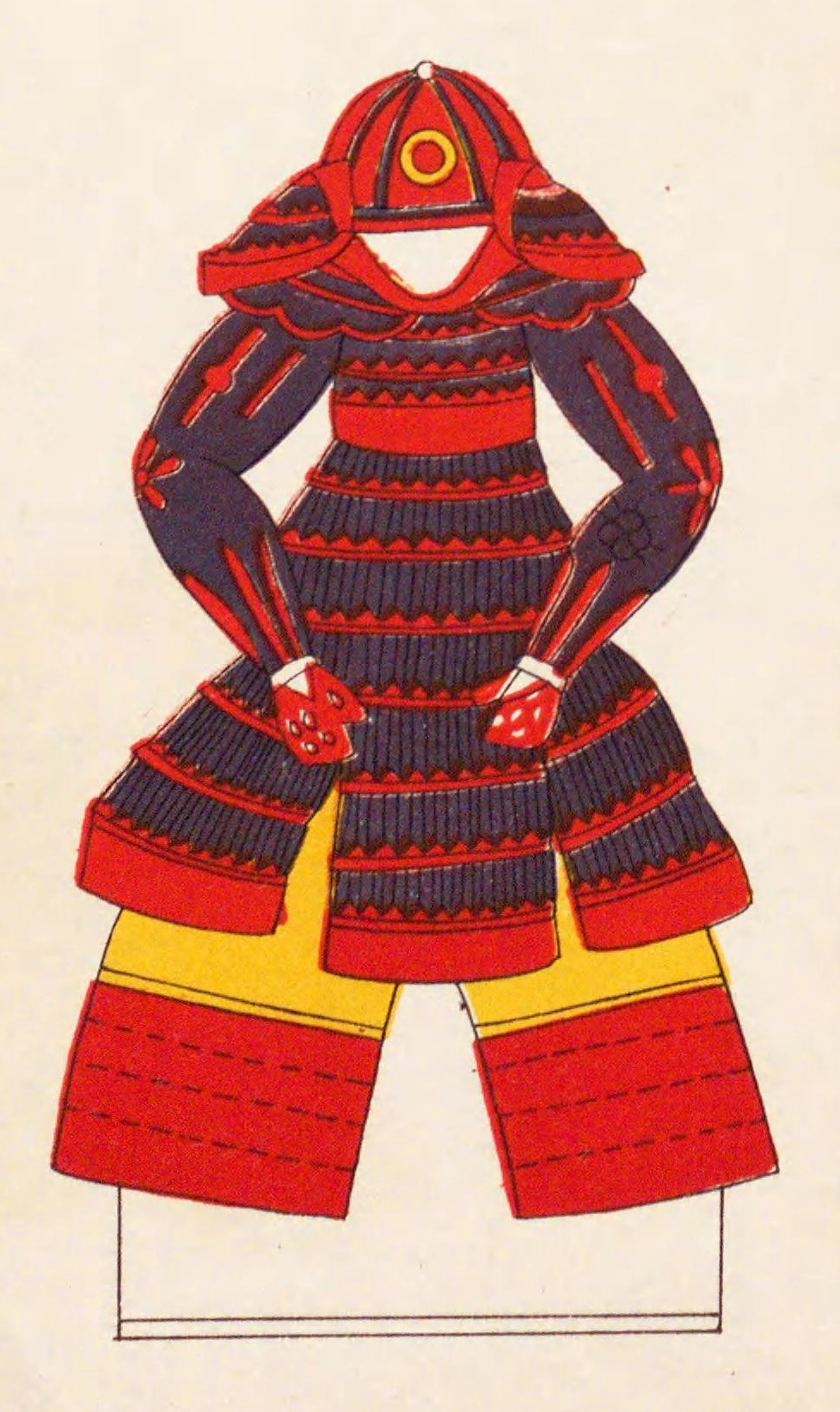
小十人が用いた具足（『新東鑑』より）

小十人（こじゅうにん）は、江戸幕府に設けられた職制の一つ。五番方（書院番、小姓組、大番、小十人、新番）に数えられる軍事部門の職制であり、徳川将軍家の警備/警護部隊としての旗本の常備兵力を組織していた。語源は扈従人であり、それが小十人に変化したと考えられている。格式は両番（書院番、小姓組）の下に置かれ、五番方の中で唯一馬上資格を持たなかったが、華々しい朱色具足の着用を認められて番役随一の光彩を放っていた。戦時の両番が将軍馬廻の騎馬であるのに対し小十人は徒士（歩兵）であったが、将軍の近習ないし将軍本陣の近侍であったので格式は高かった。騎馬である書院番と小姓組が対を為していたのと同様に、歩兵である小十人と新番も対を為していた。平時においては将軍行列の前衛部隊、目的地の先遣警備隊、江戸城中警備役の三種を担い、泰平の時世ではほぼこれらに専念した。

## 概要
小十人の役職名は、江戸幕府と諸藩（特に大きな藩）に見ることができ、将軍や藩主および嫡子の護衛・警備を役目とする。歩兵が主力であるが、戦時・行軍においては主君に最も近い位置にいる歩兵であるため、歩兵でも比較的格式が高い。
江戸幕府においては五番方（新番・小十人・小姓番・書院番・大番）のひとつとされる。平時にあっては江戸城檜之間に詰め、警備の一翼を担ったが、泰平の世にあっては将軍が日光東照宮、増上寺、寛永寺などに参拝のため、江戸城を外出するときが腕の見せ所であり、繁忙期であった。将軍外出時には将軍行列の前衛の歩兵を勤めたり、将軍の目的地に先遣隊として乗り込んでその一帯を警備した。江戸時代初期や幕末には小十人が将軍とともに京・大坂に赴き、二条城などの警護にも当たっている。
小十人のトップは、小十人頭であり、主に1,000石以上の大身旗本から選ばれた（足高の制による役高は1,000石、布衣役）。中間管理職として小十人組頭（役高300俵）があり、将軍外出予定地の実地調査のためにしばしば出張した。小十人頭（番頭）・組頭は馬上資格を持つ。時代によって異なるが、江戸幕府にはおおむね小十人頭は20名、小十人組頭は40名、小十人番衆は400名がいた。
小十人の番士は、旗本の身分を持つが、馬上資格がないという特徴がある。小十人番衆は家禄100俵（石）級から任命されることが多く、小十人の役職に就任すると、原則として10人扶持の役料が付けられた。知行になおすと計150石となる。江戸城に登城する際は、徒歩で雪駄履き・袴着用で、槍持ちと小者の計2名を従えた。
江戸時代初期には、譜代席の御家人（御家人の上層部）の中で優秀な者・運の良い者（あるいはその惣領）は小十人となり、旗本に班を進める者もいた。泰平の世となると、番方は家柄優先の人事が行われていたので、将軍通行の沿道警備役の御家人から小十人に直接抜擢された例はほとんどなく、勘定・広敷をはじめとする役方（行政職・事務職）の役職に就任していた御家人（あるいはその惣領）が論功として小十人になることがあった。
なお、小十人の軍装には彦根藩の赤備えのような朱色の甲冑が用いられ、当時世間では「海老殻具足」と呼ばれていた。それらは個人の所有物ではなく、在職中には幕府から貸与され、離職時に返却する「御貸具足」で、井伊家同様に武田の赤備えに範を取って制定されたという。小十人組の甲冑は、全体を朱に塗り紺糸素懸威とした簡素な仕立ての胴のほか、椎形兜・猿頬・鎖籠手・佩楯のセットからなり、兜の正面には江戸幕府旗本の合印である金輪貫の前立物が付属したが、馬上資格がないことと軽快な歩行を考慮してか、袖や脛当は甲冑一式には含まれなかった。